# Херналс
Херналс је седамнаести округ града Беча.